# Pseudomys pilligaensis
Fausse souris du Pilliga
Espèce
Statut de conservation UICN

 DD  : Données insuffisantes
Pseudomys pilligaensis, communément appelé la Fausse souris du Pilliga, est une espèce de rongeurs de la famille des Muridés. Cette espèce endémique d'Australie est l'un des rares mammifères placentaires qui n'ait pas été introduit par l'Homme en Australie.

## Répartition
Pseudomys pilligaensis est endémique de la forêt Pilliga située en Nouvelle-Galles du Sud dans le Sud du Queensland.
Elle est en voie de disparition en raison notamment d'un projet gazier.

## Description
Pseudomys pilligaensis est un rongeur présentant les dimensions suivantes :
- tête et corps de 73 à 80 mm ;
- queue de 70 à 80 mm ;
- pied de 18 à 19 mm ;
- oreilles de 12 mm à 13 mm.

Son poids peut atteindre 14 g. C'est une espèce nocturne. Le pic de reproduction se situe dans la période allant d'octobre à avril. Les femelles donnent naissance à des portées d'environ trois petits.

## Étymologie
Son nom spécifique, composé de pilliga et du suffixe latin -ensis, « qui vit dans, qui habite », fait référence au lieu de sa découverte.